# Generaldirektoratet for Humanitær Bistand og Civilbeskyttelse
Europa-Kommissionens afdeling for humanitær bistand og civilbeskyttelse (ECHO), tidligere kendt som Kontoret for Humanitær Bistand, er Europa-Kommissionens afdeling for oversøisk humanitær bistand og civilbeskyttelse.
I 2013 ydede EU 1,35 mia. EUR til nødhjælp via ECHO. Siden 2000 har EU hvert år været den næststørste bidragsyder af humanitær bistand (data er tilgængelige indtil 2012). Sammen med medlemsstaterne er EU verdens største bidragsyder af humanitær bistand og ydede i 2009 mere end 50 % af den samlede humanitære bistand. Projekter finansieret af ECHO berører årligt mere end 120 millioner mennesker i 90 lande.
ECHO implementerer ikke selv interventionsprogrammer for sine humanitære interventioner, men finansierer arbejde via et netværk af mere end 200 partnere (NGO'er, FN-agenturer og internationale organisationer såsom Røde Kors-/Røde Halvmåne-bevægelsen). I 2013 havde ECHO 44 kontorer i 39 lande med 149 internationale humanitære eksperter og 315 lokalt ansatte. Kontorerne leverer opdaterede analyser af eksisterende og forudsete behov i et givent land eller i en given region, bidrager til udviklingen af interventionsstrategier og udvikling af politikker, yder teknisk support til arbejde finansieret af ECHO, sikrer tilstrækkeligt tilsyn af disse interventioner og letter bidragsyderens koordination på feltniveau.
Udover at yde finansiering til humanitær bistand har ECHO også ansvaret for EU's civilbeskyttelsesordning. Ordningen , der blev oprettet i 2001, støtter samarbejde blandt nationale myndigheder til civilbeskyttelse over hele Europa. I øjeblikket er 31 lande medlemmer af ordningen, alle 28 EU-medlemslande samt Island, Norge og Den tidligere Jugoslaviske Republik Makedonien. Ordningen blev oprettet for at muliggøre koordineret bistand fra de deltagende stater til ofre for naturkatastrofer og menneskeskabte katastrofer i Europa og andre steder.
Efter at EU fik tildelt Nobels fredspris i 2012, modtog Barroso-kommissionen på vegne af EU de penge, som fulgte med hædersbevisningen, og allokerede dem til et nyt initiativ kaldet Børn af Freden. Der blev afsat ca. 2 mio. EUR til projekterne under Børn af Freden i 2013. Beløbet blev forhøjet til 4 mio. EUR i 2014.

## Historie
Kontoret for Humanitær Bistand (ECHO) blev etableret i 1992 af den anden Delors-Kommission. Da Det Europæiske Fællesskab blev nedlagt i 2009, blev kontoret kendt som Generaldirektoratet for Humanitær Bistand og Civilbeskyttelse, men beholdt forkortelsen ECHO.
Udnævnelsen af en ny kommissær i 2010 med en portefølje for internationalt samarbejde, humanitær bistand og krisestyring stemmer overens med artikel 214 og 196 i Lissabontraktaten, hvor humanitær bistand og civilbeskyttelse spiller en væsentlig rolle. ECHO's officielle navn blev ændret til Generaldirektoratet for Humanitær Bistand og Civilbeskyttelse. Omdannelsen af ECHO inkluderede flytning af civilbeskyttelsesenheden fra Generaldirektoratet for Miljø til GD ECHO. Omdannelsen betragtes som et skridt fremad mod et bedre samarbejde og bedre beslutningstagning inden for et område, hvor hurtig reaktion er livsvigtig.
EU's civilbeskyttelsesordning etablerede også åbningen af det nye Center for koordination af krisestyring (ERCC), som er et »centrum« for civilbeskyttelse til tilsyn med katastrofer og forbedring af parathed og modstandsdygtighed i områder, hvor der er stor sandsynlighed for katastrofer. Civilbeskyttelsesordningen var senest i brug under oversvømmelser i Bosnien-Hercegovina og Serbien.

## Mandat og principper
ECHO's mandat inden for humanitær bistand er at yde nødhjælp og bistand (i form af varer og tjenester) til konfliktofre eller ofre for naturkatastrofer eller menneskeskabte katastrofer uden for EU. Dets mandat strækker sig videre til katastrofeforebyggelse og efterfølgende krisehjælp.
Europæisk humanitær bistand er baseret på de humanitære principper for humanitet, neutralitet, uvildighed og uafhængighed. Gennemførelsen af principperne bygger således på anvendelse af international humanitær lovgivning (IHL).
Humanitet betyder, at mennesker, der lider, skal hjælpes, uanset hvor de befinder sig, med særlig fokus på de mest sårbare.
Neutralitet betyder, at humanitær bistand ikke må begunstige nogen part i en væbnet konflikt eller anden stridighed.
Uvildighed betyder, at humanitær bistand udelukkende skal ydes på basis af behov, uden forskelsbehandling.
Uafhængighed betyder, at de humanitære mål er uafhængige af politiske, økonomiske, militære eller andre mål.
På initiativ fra kommissær Louis Michel indførte Europa-Kommissionen i 2007 en »europæisk konsensus om humanitær bistand«, der skulle udgøre den første europæiske politiske referencetekst vedrørende humanitær bistand. NGO'er deltog aktivt i udarbejdelsen af den europæiske konsensus, og den kan betragtes som »den mest omfattende tekst og den holdning, der ligger tættest på NGO'ernes«. Den europæiske konsensus genbekræfter de humanitære principper for humanitet, uvildighed, neutralitet og uafhængighed. Den fastslår også, at »humanitær bistand er ikke et styringsværktøj til krisestyring«.
I 2012 udarbejdede ECHO den første revision af konsensussen siden dens oprettelse, hvor et behov for stærkere samarbejde via kvalitetsudvælgelse af samarbejdspartnere og øget ansvarlighed over for borgere og interessenter blev fremhævet.
Ligeledes i 2012 samarbejdede ECHO og andre bidragsydere med De Humanitære FN-organisationers Fælles Stående Komité (IASC) om at oprette et reformprogram. Principperne for humanitær ledelse, ansvarlighed og koordination blev aftalt for at forbedre hurtigheden og effektiviteten af humanitært beredskab. Derudover blev civilbeskyttelse vedtaget som en del af ECHO's mandat for at sikre bedre samarbejde og beskyttelse under katastrofer blandt tredjelande og regionale lande og internationale organisationer.

## Lovgivning
Siden Lissabontraktaten trådte i kraft, har EU's humanitære bistand været underlagt artikel 214 i EUF-traktaten (traktat om den Europæiske Unions funktionsmåde. Humanitær bistand er en delt, parallel kompetence: Det betyder, at Unionen udfører en selvstyrende politik, der hverken forhindrer medlemsstaterne i at udøve deres egne kompetencer eller gør Unionens politik til blot et »supplement« til medlemsstaternes politik.
Indtil da var humanitær bistand som standard baseret på artikel 179 i EF-traktaten (udviklingspolitik). Hidtil havde det været en del af porteføljen hos Kommissæren for udvikling, først Louis Michel og derefter Karel de Gucht under Barroso-Kommission I. Lissabontraktaten indførte for første gang humanitær bistand som en selvstændig politik i EU-traktaten.
Som defineret i artikel 214 er EU's arbejde inden for humanitær bistand beregnet til at tilvejebringe ad hoc-assistance og nødhjælp til mennesker i tredjelande, der er ofre for naturkatastrofer eller menneskeskabte katastrofer. Derudover gentager artikel 214 også principperne for humanitær bistand, som er respekt for international lovgivning og principperne for humanitet, uvildighed, neutralitet og ikke-forskelsbehandling.
I 2013 vedtog Kommissionen den nye lovgivning vedrørende EU's civilbeskyttelsesordning, der tilvejebringer bedre koordination og støtte for at øge effektiviteten af forebyggelse, forberedelse og reaktionssystemer under katastrofer. Lovgivningen etablerede en frivillige pulje af på forhånd tildelte beredskabskapaciteter og materialer, et træningsnetværk for første respons-enheder og et nyt tiltag for katastroferisikostyring fra 31 deltagende stater.
Lissabontraktaten indførte også Det Frivillige Europæiske Korps for Humanitær Bistand (artikel 214 i traktaten vedrørende EU's funktionsmåde), der giver europæere, som ønsker at blive direkte involveret i humanitært arbejde, mulighed for at deltage.

## EU-Bistandsfrivillige
Europa-Kommissionen påbegyndte et initiativ til at oprette mere end 18 000 stillinger til frivillige verden over i humanitære situationer mellem 20154-2020. Initiativet uddanner frivillige sammen i europæisk træningsprogram før udstationering med certificerede humanitære organisationer. Økonomisk støtte med fokus på opbygning af modstandsdygtighed og kapacitet til civilbeskyttelse blev aftalt for fem pilotprojekter, der involverede ca. 150 frivillige i 2012.
Europa-Parlamentet (EP) stemte for initiativet i februar 2014. Frivilligt arbejde involverer udstationering til EU-finansieret humanitært arbejde verden over, arbejde i humanitære organisationer inden for EU eller hjælpearbejde online hjemmefra.
NGO'er, der deltager, gennemgår en certificeringsproces for at sikre, at de overholder europæiske standarder for ledelse af frivillige.

## Budget
I 2013 ECHO budgetstøtte svarede til mindre end én procent af det samlede EU-budget. Derudover brugte Europa-Kommissionen sin nødhjælpsreserve til at reagere på kriser og uventede katastrofer. I 2013 udgjorde budgettet med reservekapital i alt 1,35 mia. EUR. Med hensyn til humanitær bistand ydede ECHO humanitær bistand til mere end 124 millioner mennesker i 90 tredjelande, hvoraf 39 blev betegnet som værende i en krisesituation. Med hensyn til civilbeskyttelse blev civilbeskyttelsesordningen aktiveret 36 gange i 2013 til kriser inden for og uden for EU.
Den største del af støtten går til mad og ernæring (40 %). Andre hovedområder er sundheds- og medicinalsektoren (inklusive psykosocial støtte) (13 %), vand og sanitet (13 %), nødly (19 %) og beskyttelse (7 %). ECHO allokerede 3 % af budgettet for 2013 til katastrofeberedskab, reduceret i forhold til 2012. Civilbeskyttelse repræsenterede 2 % af budgettet.
I 2013 blev 40 % af budgettet brugt i Afrika, 18 % i Asien, Latinamerika, Caribien og Stillehavsområdet og 32 % i Mellemøsten og Middelhavsområdet.
I 2010 var udviklingshjælpen historisk høj. Sammen med den individuelle hjælp fra medlemsstaterne er Unionen verdens største bidragsyder. Ud af de 9,8 mia. EUR til humanitær bistand, der blev ydet på verdensplan i 2010, blev ca. 41 % ydet af EU.
I det vedtagede buget for 2014 er der afsat omkring 1 mia. EUR til humanitær bistand og civilbeskyttelse.

## Strategi
ECHO har mandat til at redde og bevare liv i nødsituationer og umiddelbart efter nødsituationer, uanset om de er naturlige eller menneskeskabte. I henhold til disse principper er Kommissionen forpligtet til hvert år at udarbejde et strategidokument for at koordinere og planlægge aktiviteter effektivt og på en passende måde under anvendelse af en upartisk fremgangsmåde baseret på behov.
I 2013 planlagde ECHO at fokusere sin humanitære bistand i næsten 90 lande. De fem største humanitære arbejder blev identificeret som Sahel-regionen i Vestafrika, inklusive yderligere reaktion på konflikten i Mali (82 mio. EUR), Sudan og Sydsudan (80 mio. EUR), Den Demokratiske Republik Congo (54 mio. EUR),Pakistan (42 mio. EUR) og Somalia (40 mio. EUR). Derudover er 40 % af ECHO's humanitære bistand bestemt til det sydlige Sahara.
Reservekapitalen blev anvendt til at reagere på de store humanitære kriser i Syrien, Mali, Sahel, Sydsudan, Den Demokratiske Republik Congo, Myanmar og Filippinerne. ECHO finansierer også glemte kriser såsom Bangladesh, Colombia, Yemen, Algeriet, Pakistan og Myanmar.

## Den offentlige mening
En særlig Eurobarometer-undersøgelse vedrørende humanitær bistand foretaget i 2012 afslører den høje følelse af solidaritet blandt europæiske borgere med ofre for konflikter og naturkatastrofer uden for deres egne grænser, hvor 9 ud 10 borgere mener, at »det er vigtigt, at EU finansierer humanitær bistand uden for sine egne grænser«, og 8 ud af 10 mener, at »koordineret EU-civilbeskyttelse er mere effektiv end de enkelte landes foranstaltninger".